# 오스칸논
오스칸논(大須観音)은 일본 아이치현 나고야시 나카구 오스에 있는 진언종 지산파의 절이다. 일본 삼대 관음 중 하나로, 관음 성지 절이다.

## 신푸쿠지 문고
절 내에 도서관 신푸쿠지 문고 (오스 문고)가 있다. 이 문고에는 《고사기》의 가장 오래된 사본을 비롯하여 국보 및 중요 문화재로 지정된 기타 도서가 많이 있다.